# Zatoka Kalamicka
Zatoka Kalamicka (ukr. Каламі́тська зато́ка, Kałamitśka zatoka) – zatoka Morza Czarnego na zachodnim brzegu Półwyspu Krymskiego.
Zatoka ma długość 13 km, szerokość przy otwartym morzu 41 km. Jej głębokość wynosi około 40 m. Od północy graniczy z miastem Eupatoria, od południa ogranicza ją Przylądek Lukułł. Nazwa zatoki pochodzi od dawnego genueńskiego miasta Kalamita, leżącego kiedyś nad zatoką.
Południowy brzeg zatoki jest niski i piaszczysty, północny - wyższy, gliniasty. Na wybrzeżu zatoki znajduje się wiele słonych jezior, oddzielonych od morza mierzejami. Są to między innymi: Sasyk (Eupatoryjskie), Sakskie, Mojnaki, Czajka, Kyzył-Jar. W północnej części Zatoki Kalamickiej odchodzi od niej w głąb lądu Zatoka Eupatoryjska.
Do zatoki wpadają rzeki Bułhanak i Alma. 
Nad brzegiem zatoki leżą miasta Eupatoria, Saki, osiedle typu miejskiego Mykołajiwka, oraz wsie Nowofedoriwka, Berehowe, Piszczane, Uhłowe. Południowa część zatoki leży w administracyjnych granicach Sewastopola.
W pobliżu przylądka Lukułł odkryto wielkie scytyjskie grodzisko, nazywane Ust-Alminśke, zbudowane w III-II wieku p.n.e. Podaje się różne nazwy grodziska: Palakij, Napyt, Chabeji. Obecnie ponad połowa grodziska została już podmyta i zabrana przez morze.